# Championnats du Maghreb d'athlétisme
Les Championnats du Maghreb d'athlétisme sont une compétition internationale d'athlétisme entre des athlètes des pays du Maghreb. L'événement est organisé onze fois au cours de son existence de 1967 à 1990.
Organisée par l'Union des Fédérations d'Athlétisme du Maghreb Uni (UFAMU), la compétition a lieu pour la première fois en 1967. C'est un concours annuel jusqu'en 1971, date à laquelle il passe à un format biennal. Le calendrier des événements a été perturbé après 1975, en raison des tensions entre le Maroc et l'Algérie, les quatre dernières éditions ayant eu lieu en 1981, 1983, 1986 et 1990. Les nations en compétition sont principalement l'Algérie, le Maroc et la Tunisie, bien que la Libye ait été présente pour quelques éditions (1969, 1981 et 1983).
Après l'arrêt des championnats après 1990, les Championnats d'Afrique du Nord d'athlétisme (en) sont créés en 2003, avec les quatre nations participantes des Championnats du Maghreb. La compétition ne durera que deux ans. La perturbation de ces événements reflète la montée des différends politiques entre les pays de l'Union du Maghreb arabe, en particulier sur la souveraineté du Sahara occidental.
L'UFAMU fondée en 1966 organise les premiers championnats du Maghreb de cross-country la même année. Il s'agit de la première tentative d'organiser le sport de l'athlétisme à ce niveau régional. Depuis la dissolution de l'UFAMU, les quatre pays constitutifs continuent de participer au tournoi plus large des Championnats panarabes d'athlétisme
Les Championnats du Maghreb d'athlétisme sont à peu près contemporains de la Coupe des champions du Maghreb et de la Coupe des vainqueurs de coupe du Maghreb, deux compétitions de football annuelles entre les meilleurs clubs de football algériens, marocains et tunisiens. Celles-ci ont également été de courte durée de 1970 à 1976. Parmi les autres événements sportifs de la région, les Championnats du Maghreb de cross-country étudiant ont atteint leur 32e édition en 2013, et un Championnat maghrébin de judo de la jeunesse connaît sa huitième édition en 2009. Les présidents des Comités nationaux olympiques algérien et tunisien ont proposé des Jeux olympiques du Maghreb en 2013, montrant un intérêt croissant pour la compétition sportive au niveau régional.

## Éditions
| Édition | Année     | Ville      | Pays    | Dates         | Épreuves | Nations |
| ------- | --------- | ---------- | ------- | ------------- | -------- | ------- |
| 1re     | 1967      | Rabat      | Maroc   | 15–16 juillet | 33       | 3       |
| 2e      | 1968      | Alger      | Algérie | 20–21 juillet | 33       | 3       |
| 3e      | 1969 (en) | Tripoli    | Libye   | 24–25 juillet | 33       | 4       |
| 4e      | 1970      | Tunis      | Tunisie | ~31 juillet   | 33       | 3       |
| 5e      | 1971 (en) | Casablanca | Maroc   | ~27 février   | 36       | 3       |
| 6e      | 1973 (en) | Agadir     | Maroc   | 27–29 juillet | 36       | 3       |
| 7e      | 1975 (en) | Tunis      | Tunisie |               | 37       | 3       |
| 8e      | 1981 (en) | Alger      | Algérie | 24–26 juin    | 39       | 3       |
| 9e      | 1983 (en) | Casablanca | Maroc   | 15–17 juillet | 39       | 4       |
| 10e     | 1986 (en) | Tunis      | Tunisie | 7–9 août      | 39       | 3       |
| 11e     | 1990 (en) | Alger      | Algérie | ~27 juillet   | 40       | 3       |

## Pays participants
- Algérie
- Maroc (sauf 1981)
- Tunisie
- / Libye (1969, 1981, et 1983)

### championnats maghrébines de cross-country
- 1er - édition :- 27-3-1966 a alger:- zemel (tunisie) .
- 2eme édition :- 26-2-1967 a tunis :- gammoudi (tunisie ) .
- 3eme édition : - 16-3-1968 a tunis :- gammoudi (tunisie )
- 4eme édition : - 25-2-1969 a rabat :- gammoudi (tunisie ) .
- 5eme édition : - 1-3-1970 a alger : - zeddame (tunisie ) .
- 6eme édition :- 23-2-1971 a tunis :- haddou djebbour (maroc ) .
- 7é me édition :- 26-2-1972 a rabat :- haddou djebbour (maroc) .
- 8é édition :- 4-3-1973 a alger :- zeddame (tunisie ) .
- 9é edition :- 2-3-1974 a tunis : - zeddame abdelkader ( tunisie ) .
- 10 émes édition :- 3 et 4 mars 1975 a rabat :- zeddame ( tunisie ) .
- 11émes édition : - 14- février  1982 :- a rabat : - said aouita (maroc ) .
- 12 émes édition :- 24-2-1983 a alger : - rahoui boualem (algerie ) .
- 13émes édition : - 11 février 1984 a tunis :- larbi el-mouadhine (maroc
- 14émes édition : 1985
- 15éme édition : - 1986
- 16é édition : 1987 :-
- 17é edition : 1988 :-
- 18é edition : - 1989 : -
- 19é edition : 1990 :-